# 保罗·亚当斯
保罗·亚当斯（英語：Paul Adams，1948年—）是一名新西兰的奥克兰市 East Coast Bays 地区的政界人士。
亚当斯早年从事木工，和建材业。后来逐渐开始商业化，主要生产户外儿童娱乐建材。在此期间他又是新西兰拉力赛的专业赛车手，一度获得全国比赛的三连冠。
亚当斯也是奥克兰北岸五旬宗城市撞击（City Impact Church）教会的元老之一，在此之后开始参与一些基督徒政治体系的活动。亚当斯先后加入过的政党有：基督继承党、新西兰未来党（后与新西兰联合党合并为新西兰联合未来党）。亚当斯于2002年以第八席的位置竞选为新西兰联合未来党的国会议员。2005年由于党内纠纷，离开了联合未来党，以个人身份再次竞选East Coast Bays的地区议员。得票5809票，排至地区第三位，排在当地新西兰国家党和新西兰工党候选人之后未能如愿。2007年10月，亚当斯和理查德·刘易斯（Richard Lewis)一起创办了新西兰家庭党，担任该党的副党魁。
亚当斯曾经对爱滋病患者和堕胎之类的话题有过很强硬的态度。2004年，亚当斯反对已通过的公民结合法，对此禁食21天。
2008年竞选，亚当斯依然未能进入议会。共在East Coast Bay 地区获票3570，落后于国家党与工党的候选人。
亚当斯当前在Barfoot&Thompson名下从事房屋代理商的工作。

## 引文
- （英文）新西兰08年大选结果